# Circulade

Répartition des circulades.

Une circulade, ou village rond, ou encore village circulaire, est un village languedocien bâti en cercle autour d'une église (on parle alors de « village ecclésial circulaire ») ou d'un château fort (il s'agit alors d'un « village castral circulaire »). L'invention du mot et du concept est due à l'architecte-urbaniste Krzysztof Pawlowski en 1992.

## Origine du terme
Le terme « circulade » est un néologisme proposé en 1992 par Krzysztof Pawlowski, un architecte-urbaniste d'origine polonaise spécialiste des villes historiques, dans son ouvrage Circulades languedociennes de l'an mille.
Une appellation antérieure employée par les géographes est « village rond », comme l'atteste l'article de Louis Josserand, « Les villages ronds du Razès » (Aude), publié dans la Revue géographique des Pyrénées et du Sud-Ouest en 1931. Mais l'existence de villages « bâtis en rond, avec faubourgs construits plus tard » dans le bas Razès, au sud-ouest de Carcassonne, est en fait signalée dès 1843 par l'écrivain limousin Alexandre Grimaud.
Aujourd'hui, le mot « circulade » est promu à des fins touristiques et économiques par l’Association des villages circulaires.

## Thèse de Pawlowski

### Exposé

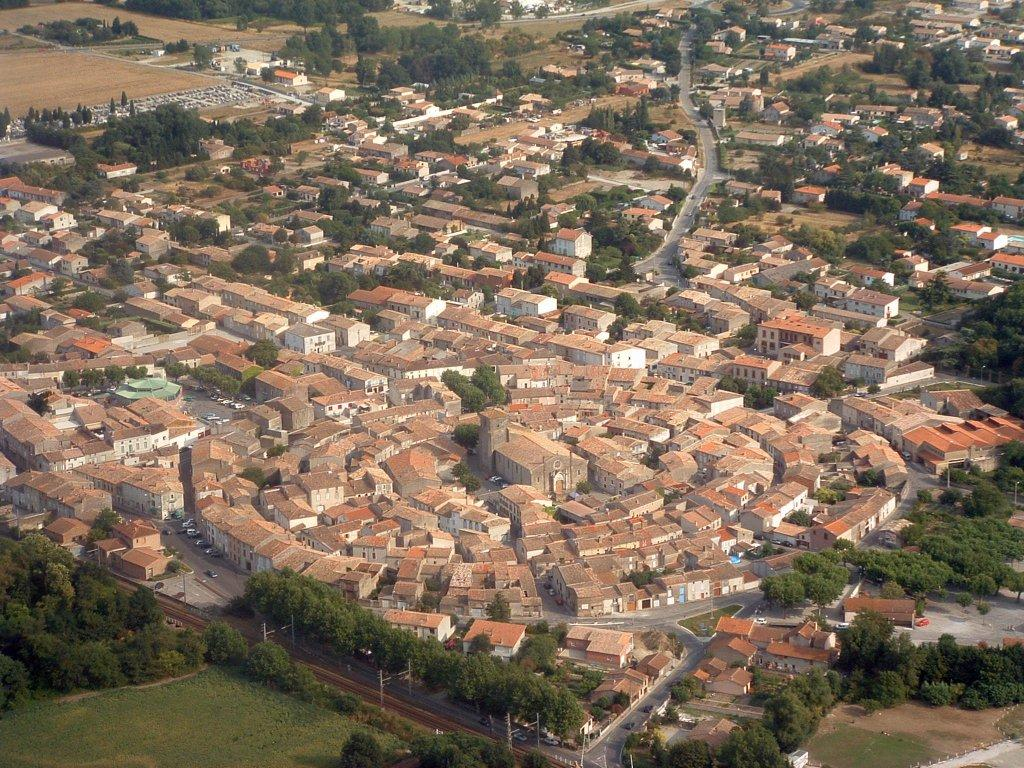
Bram, dans l'Aude.

Selon Krzysztof Pawlowski, un village circulaire médiéval est un village dont le cercle est à la base de tout ou partie de l'organisation du système parcellaire. L'élément essentiel du système baptisé « circulade » serait la succession d'anneaux disposés régulièrement autour du noyau central sous la forme de rubans de maisons mitoyennes. Jusqu'ici, les bastides du Sud-Ouest, villes fondées sur le schéma rectangulaire, étaient considérées comme les premières manifestations de la création urbaine au Moyen Âge. Or, pour Krzysztof Pawlowski, en Languedoc, le modèle circulaire se serait formé deux siècles avant les bastides et aurait ainsi marqué la naissance de l'urbanisme européen.
Ces agglomérations circulaires signeraient la naissance de l'urbanisme à l'échelle de l'Europe par la projection au sol de formes planifiées obtenues au moyen de l'utilisation du piquet central et de la corde matérialisant le rayon du cercle à tracer. Leur conception et leur construction seraient le fait du pouvoir d'une famille aristocratique, les Trencavel de Carcassonne-Béziers, à la fin du XIe et au début du XIIe siècle.

### Exploitation
À partir de 1993, dans l'Aude, l'Hérault et le Gard, une quarantaine d'agglomérations de ce type (villages ou petites villes) se trouvent médiatisées à des fins touristico-économiques, site web à l'appui, par l'Association des villages circulaires du Languedoc, sous l'appellation générique de « circulades », néologisme formé pour les besoins de la cause. Les circulades rencontrent un écho favorable auprès des maires car elles sont susceptibles de susciter un tourisme culturel et des retombées économiques tout en freinant la désertification de la campagne. Elles bénéficient dès le départ du soutien de la collectivité régionale du Languedoc-Roussillon.
Yves Rouquette, un des grands noms de l'occitanisme contemporain, prend fait et cause pour les circulades, y consacrant une exposition dans le cadre du Centre international de documentation occitane à Béziers en 1994-1995. Elles sont ressenties comme un vecteur de l'identité régionale, renvoyant à une époque où le haut Languedoc était hors de portée du pouvoir royal, avec en plus la dynastie des Trencavel, dernier lignage autochtone détruit par la croisade contre les Albigeois.

### Critique
La thèse de Krzysztof Pawlowski, faute de fondements scientifiques suffisants, est loin d'avoir fait l'unanimité. À l'instar des bastides du Sud-Ouest ou des châteaux dits cathares, la thèse des circulades sert surtout d'instrument de promotion touristique et d'élément fédérateur de l'identité régionale à la collectivité du Languedoc-Roussillon.
Pour l'ethnologue Dominique Baudreu, l'arrière-plan de l'entreprise et les idées qui l'ont fait apparaître reposent sur une fiction. Les interprétations de Pawlowski ont été réfutées sur le plan historique.

## Villages concernés

### Dans l'Ariège
- Saint-Félix-de-Tournegat[3]
- Saint-Félix-de-Rieutord[4]
- Saint-Martin-d'Oydes[4]

### Dans l'Aude

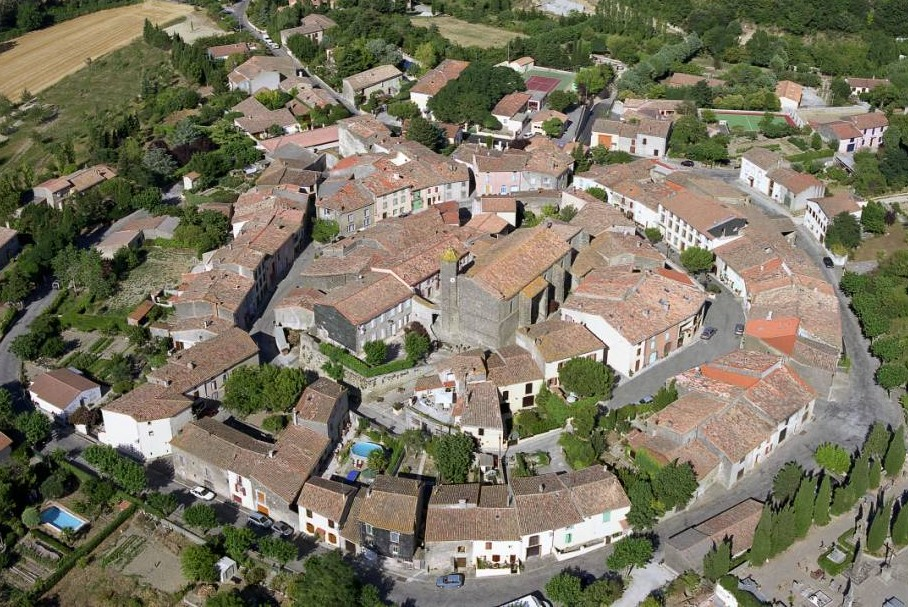
Alairac, dans l'Aude.

- Alaigne
- Alairac

- Bellegarde-du-Razès
- Bram
- Brugairolles
- Cailhau
- Cailhavel
- Capendu
- Donazac
- Fabrezan
- Gruissan
- Issel
- La Force
- Lasbordes (Aude)
- Lasserre-de-Prouille
- Mazerolles-du-Razès
- Montclar
- Pauligne
- Pouzols-Minervois
- Preixan
- Villemoustaussou
- Villeneuve-lès-Montréal

### Dans laDrôme
- Alixan

### Dans leGard
- Aigremont
- La Calmette
- Montpezat
- Durfort-et-Saint-Martin-de-Sossenac
- Souvignargues

### Dans laHaute-Garonne
- Martres-Tolosane

### Dans l'Hérault

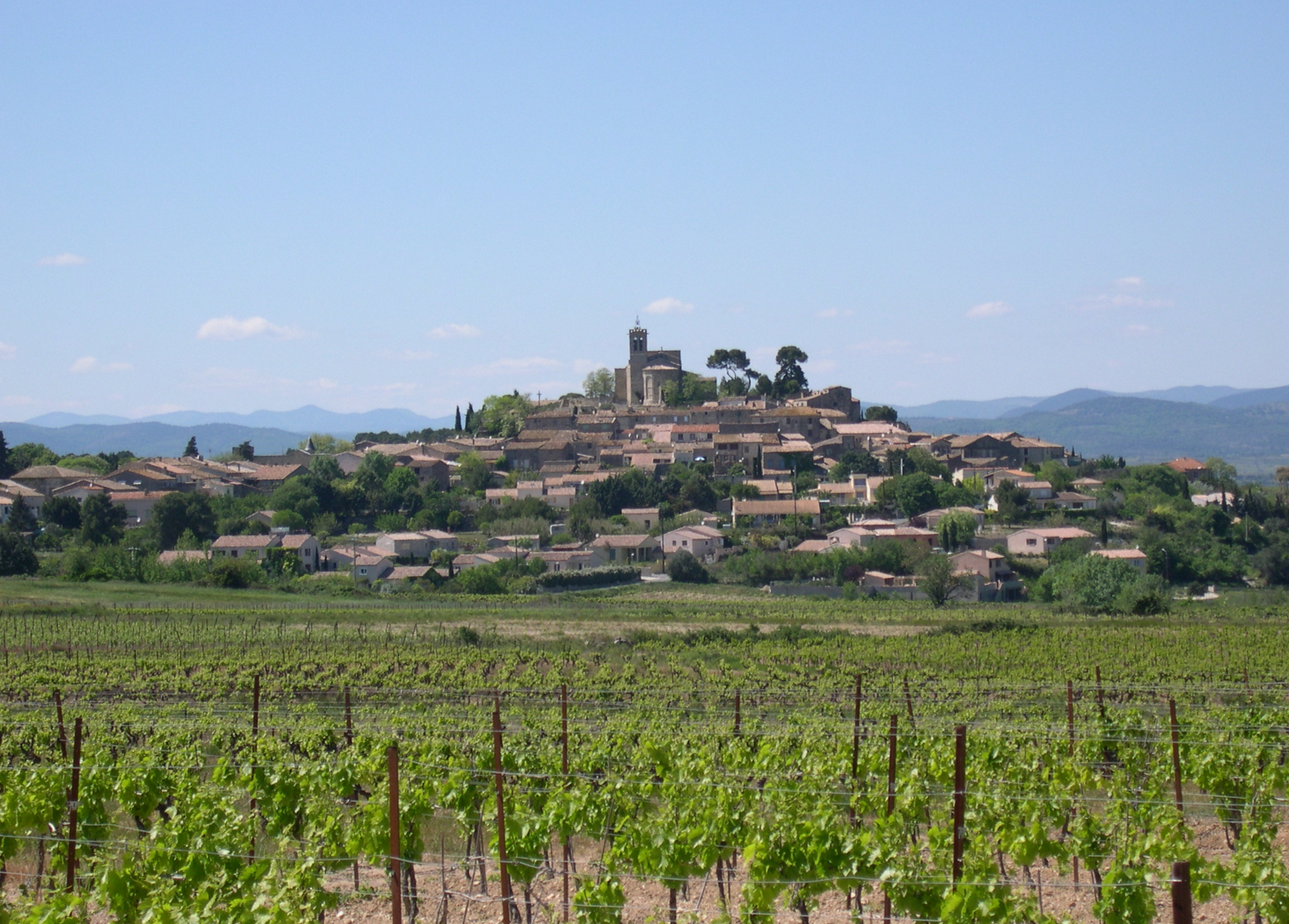
Saint-Pons-de-Mauchiens, dans l'Hérault.

- Abeilhan
- Alignan-du-Vent
- Boujan-sur-Libron
- Balaruc-le-Vieux
- Castries
- Caux
- Cessenon-sur-Orb
- Fabrègues
- Fouzilhon
- Frontignan
- Gigean
- Le Pouget
- Margon
- Mauguio
- Murviel-lès-Béziers
- Nézignan-l'Évêque
- Paulhan
- Poussan
- Puéchabon
- Puimisson
- Puissalicon
- Puisserguier
- Roujan
- Saint-Geniès-de-Fontedit
- Saint-Jean-de-Fos
- Saint-Pargoire
- Saint-Pons-de-Mauchiens
- Siran
- Villeveyrac